# Банги, Сильвестр
Сильвестр Банги (фр. Sylvestre Bangui; 5 марта 1934, Мбаики, Новый Камерун — 4 июня 1996, Париж) — центральноафриканский политик, военный и государственный деятель, генерал, дипломат.

## Биография
Представитель народности Нгбака ма’бо. С 1957 по 1962 год служил во французской армии. Затем, вступил на службу в Вооружённые силы Центральноафриканской Республики.
После переворота Жана Бокасса отправился во Францию, где с 1965 по 1967 год прошёл военную подготовку в École supérieure de l’Intendance в Париже. После возвращения на родину в 1967 году, был назначен генеральным Интендантом армии (Directeur générale d’intendance militaire). В 1973 году был повышен в должности до комиссара (министра) национальной обороны.
Бокасса назначил его послом сначала в Канаду, затем во Францию. В 1979 году выступил на пресс-конференции, на которой осудил правительство страны за массовые убийства детей, оставил свой пост посла, а также воинское звание, попросил убежища во Франции и сформировал против Бокассы оппозиционную группу «Убангийский фронт освобождения» (Front de liberation des oubanguiens).
После смещения Бокассы занимал пост министра иностранных дел Центральноафриканской Республики (1979—1980). В 1983—1984 годах работал министром экономики и финансов ЦАР. В 1992 году основал новую политическую партию «Национальный союз защиты демократии» (L’union nationale pour la défense de la Démocratie), которая не имела большого успеха.
Умер в Париже.